# ETTU Hall of Fame
Die ETTU Hall of Fame ist ein virtueller Raum, in den Vertreter des Tischtennissports aus Europa aufgenommen werden, die einen hervorragenden Beitrag in ihrer Sportart geleistet haben. Die Einrichtung der Ruhmeshalle wurde von der European Table Tennis Union (ETTU) anlässlich der vom 25. September bis 4. Oktober 2015 im russischen Jekaterinburg ausgetragenen 34. Tischtennis-Europameisterschaft beschlossen.
Bisher wurden folgende 52 Spieler in die ETTU Hall of Fame aufgenommen:
2015:
- Maria Alexandru (Rumänien)
- Mikael Appelgren (Schweden)
- Otilia Bădescu (Rumänien)
- Victor Barna † (Ungarn, England)
- Csilla Bátorfi (Ungarn)
- Stellan Bengtsson (Schweden)
- Zoltán Berczik † (Ungarn)
- Tamara Boroš (Kroatien)
- Richard Bergmann † (Österreich, England)
- Fliura Bulatowa (UdSSR, Italien)
- Gizella Farkas † (Ungarn)
- Jean-Philippe Gatien (Frankreich)
- Gábor Gergely (Ungarn)
- Andrzej Grubba † (Polen)
- Jill Hammersley (England)
- Marie Hrachová (Tschechoslowakei)
- Kjell Johansson † (Schweden)
- István Jónyer (Ungarn)
- Tibor Klampár (Ungarn)
- Éva Kóczián (Ungarn)
- Johnny Leach † (England)
- Judit Magos (Ungarn)
- Mária Mednyánszky † (Ungarn)
- Jörgen Persson (Schweden)
- Valentina Popovová (UdSSR, Slowakei)
- Trude Pritzi † (Österreich)
- Jörg Roßkopf (Deutschland)
- Angelica Adelstein-Rozeanu † (Rumänien)
- Soja Nikolajewna Rudnowa † (UdSSR)
- Werner Schlager (Österreich)
- Eberhard Schöler (Deutschland)
- Ferenc Sidó † (Ungarn)
- Dragutin Šurbek (Jugoslawien)
- Bettine Vriesekoop (Niederlande)
- Jan-Ove Waldner (Schweden)
- Ella Zeller-Constantinescu (Rumänien)

2016:
- Hans Alsér † (Schweden)
- Žarko Dolinar † (Jugoslawien)
- Marie Kettnerová † (Tschechoslowakei)
- Fred Perry † (Vereinigtes Königreich)
- Jean-Michel Saive (Belgien)
- Diane Schöler (Vereinigtes Königreich, Deutschland)
- Agnes Simon (Ungarn)
- Anna Sipos † (Ungarn)
- Bohumil Váňa † (Tschechien)

2017:
- Vlasta Depetrisová † (Tschechien)
- Roland Jacobi † (Ungarn)
- Jacques Secrétin (Frankreich)
- Nicole Struse (Deutschland)

2019:
- Peter Karlsson (Schweden)
- Li Jiao (Niederlande)
- Antun Stipančić † (Jugoslawien)